# Morchella distans
Morchella distans är en svampart som tillhör divisionen sporsäcksvampar, och som beskrevs av Fr.. Morchella distans ingår i släktet Morchella, och familjen Morchellaceae. Arten är reproducerande i Sverige.